# Egagropilo

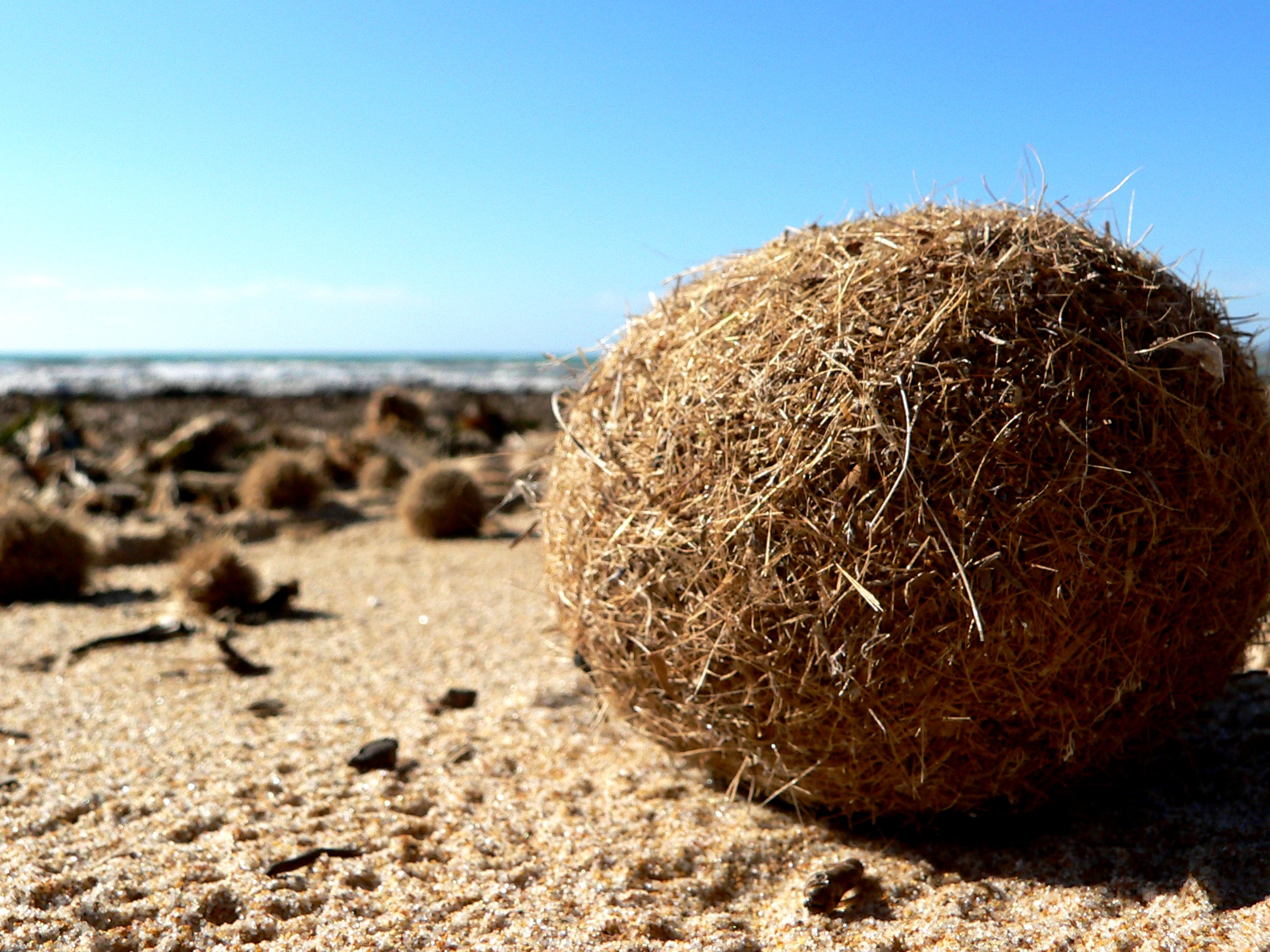
Una tipica "palla di mare"

Il termine scientifico egagropilo o egagropila viene usato per indicare gli agglomerati sferici o ovali di colore marrone chiaro e di consistenza feltrosa costituiti da residui fibrosi di piante dei generi Posidonia e Zostera che si accumulano sui litorali, sospinti dalle onde.
La formazione degli egagropili, comunemente noti come palle di mare, palle di Nettuno, polpette di mare, patate di mare, fruttituni o kiwi di mare, baddaronzole è frutto dello sfilacciamento dei residui fogliari fibrosi che circondano il rizoma della pianta e della loro aggregazione ad opera della risacca marina.
Formazioni simili sono prodotte anche dall'alga verde d'acqua dolce Aegagropila linnaei, che quando si sviluppa forma grandi sfere verdi dalla superficie vellutata che di giorno galleggiano a pelo d'acqua (grazie all'ossigeno sviluppato con la fotosintesi) e di notte stazionano sul fondo.